# أرجمون سمين الأوراق
أرجمون سمين الأوراق (الاسم العلمي:Argemone crassifolia) هو نوع من النباتات يتبع جنس الأرجمون من الفصيلة الخشخاشية.